# Pierre Clostermann
Pierre-Henri Clostermann (ur. 28 lutego 1921 w Kurytybie, zm. 22 marca 2006 w Montesquieu-des-Albères) – francuski lotnik, as myśliwski okresu II wojny światowej, autor poczytnych wspomnień wojennych.

## Życiorys
Urodził się 28 lutego 1921 w Kurytybie w Brazylii jako syn francuskiego dyplomaty. Uczył się latania od 16 roku życia, w 1938 ukończył cywilny kurs pilotażu w San Diego.

### II wojna światowa
Po wybuchu II wojny światowej w 1939, próbował dostać się do lotnictwa francuskiego, lecz został uznany za zbyt młodego. Po klęsce Francji przedostał się do Wielkiej Brytanii, gdzie następnie w 1942 przeszedł szkolenie myśliwskie. Po ukończeniu szkolenia, został przydzielony w stopniu sierżanta pilota do 341 Dywizjonu Myśliwskiego Wolnych Francuzów „Alsace”, stacjonującego w Leicester w Anglii i używającego samolotów Spitfire.
Pierwsze i drugie zwycięstwo powietrzne odniósł 27 lipca 1943 w czasie lotu dywizjonu nad Francją, zestrzeliwując myśliwiec Focke-Wulf Fw 190, a następnie drugiego Fw 190 w tym samym locie. Kolejne dwa zwycięstwa odniósł w sierpniu i wrześniu. 28 września 1943 został przeniesiony do brytyjskiego 602 Dywizjonu Myśliwskiego RAF „City of Glasgow”, w którego składzie w dalszym ciągu wykonywał loty nad Francję, uzyskując kilka zestrzeleń. W czerwcu 1944 zestrzelił trzy samoloty niemieckie, a 2 lipca zestrzelił trzy samoloty Fw 190 podczas jednej walki powietrznej. 7 lipca 1944 został odznaczony brytyjskim Distinguished Flying Cross i odsunięty od latania, otrzymując przydział do pracy sztabowej.
Na swoją prośbę powrócił jednak na front, otrzymując w grudniu 1944 przydział do brytyjskiego 274 Dywizjonu Myśliwskiego (wchodzącego w skład 122 Skrzydła Myśliwskiego), bazującego w Holandii, latającego na nowych myśliwcach Hawker Tempest Mk V. Pomimo braku doświadczenia z tym typem samolotu, został od razu mianowany dowódcą eskadry (flight) A. 5 marca 1945 zestrzelił jeden myśliwiec Bf 109, a 14 marca jeden Bf 109 na pewno i jeden prawdopodobnie. Raniony przez obronę przeciwlotniczą 24 marca lądował przymusowo w uszkodzonym samolocie. W połowie marca został przeniesiony do 56 Dywizjonu RAF, w składzie tego samego Skrzydła, a od 8 kwietnia 1945 został dowódcą 3 Dywizjonu Myśliwskiego RAF, też w składzie 122 Skrzydła (latając w 3 Dywizjonie na samolotach z oznaczeniem JF-E). W tym czasie odniósł też kilka dalszych zwycięstw powietrznych – 20 kwietnia zestrzelił dwa myśliwce Fw 190, ale sam też musiał przymusowo lądować na skutek uszkodzeń. Od 27 kwietnia 1945 przejściowo dowodził całym 122 Skrzydłem Myśliwskim.
27 sierpnia 1945 wystąpił ze służby wojskowej. Wojnę ukończył w stopniu podpułkownika RAF i podporucznika rezerwy Wolnych Francuskich Sił Powietrznych. Odniósł ogółem 33 zwycięstwa powietrzne i 5 prawdopodobnie.

### Po wojnie
Po wojnie pracował w przemyśle lotniczym, zakładając przedsiębiorstwo Reims Aviation. Był wiceprezesem zakładów lotniczych Cessna, działał także w Air France i Renault. Napisał kilka wspomnieniowych książek, z których największą sławę zyskał Wielki cyrk (Le Grand Cirque), sprzedany w ponad 3 mln egzemplarzy. Służył jeszcze ponownie bojowo przez krótki okres w czasie wojny w Algierii. Był deputowanym do francuskiego parlamentu w latach 1963–1969. Zajmował się z upodobaniem wędkarstwem.

## Zwycięstwa powietrzne
Podczas wojny wykonał 432 loty bojowe (niektóre źródła podają liczbę 393 lub ponad 600), większość w osłonie wypraw bombowych. W Wielkiej Brytanii zaliczono mu oficjalnie 23 pewne zwycięstwa powietrzne oraz 5 prawdopodobnych, liczby te także on sam podawał (11 zwycięstw na Spitfire i 12 na Tempest). Zniszczył także liczne samoloty i sprzęt nieprzyjaciela podczas ataków na cele naziemne: 225 ciężarówek, 72 lokomotywy i wagony, 5 czołgów i 2 kutry torpedowe. Po wojnie jednak według reguł panujących we francuskim lotnictwie, przyjmując inne kryteria, zaczęto podawać liczbę 33 zwycięstw pewnych (w tym 19 myśliwców Fw 190 i 7 Bf 109) i 12 prawdopodobnych. Z drugiej zaś strony, nowsze analizy potwierdzają 11 zwycięstw i możliwe, że dalsze 7.

## Odznaczenia
Lista pełna:
- Krzyż Wielki Orderu Legii Honorowej (Francja)
- Wielki Oficer Orderu Legii Honorowej (Francja)
- Komandor Orderu Legii Honorowej (Francja)
- Oficer Orderu Legii Honorowej (Francja)
- Order Wyzwolenia (Francja)
- Medal Wojskowy (Francja)
- Krzyż Wojenny z 1. zło., 2 sre. i 25. brą. palmami (Francja)
- Krzyż Waleczności Wojskowej z 1. zło. gwiazdką i 1. zło. palmą (Francja)
- Medal Rannych na Wojnie (Francja)
- Medal Ruchu Oporu z rozetką (Francja)
- Medal Pamiątkowy Ochotników Wolnej Francji (Francja)
- Medal Lotniczy (Francja)
- Medal za Utrzymywanie Porządku w Afryce Północnej (Francja)
- Order Wybitnej Służby (Wielka Brytania)
- Krzyż Wybitnej Służby Lotniczej dwukrotnie (Wielka Brytania)
- Gwiazda za Wojnę 1939–1945 (Wielka Brytania)
- Gwiazda Francji i Niemiec (Wielka Brytania)
- Krzyż Wybitnej Służby
- Srebrna Gwiazda (Stany Zjednoczone)
- Medal Lotniczy (Stany Zjednoczone)
- Wielki Oficer Orderu Sławy (Tunezja)
- Komandor Orderu Alawitów (Maroko)
- Kawaler Orderu Leopolda z palmą (Belgia)
- Krzyż Wojenny z palmą (Belgia)
- Krzyż Kawalerski Orderu Danebroga (Dania)
- Krzyż Oficerski Orderu Krzyża Południa (Brazylia)
- Krzyż Oficerski Orderu Zasługi Lotniczej (Brazylia)
- Krzyż Komandorski Orderu Grobu Świętego (Stolica Apostolska)
- Krzyż Kawalerski Orderu Grobu Świętego (Stolica Apostolska)
- Krzyż Komandorski z Gwiazdą Orderu Chrystusa (Portugalia)
- Krzyż Komandorski Zasługi Wojskowej (Portugalia)
- Krzyż Oficerski Zasługi Wojskowej (Portugalia)